# Мезола
Мезола (итал. Mesola) је насеље у Италији у округу Ферара, региону Емилија-Ромања.
Према процени из 2011. у насељу је живело 1248 становника. Насеље се налази на надморској висини од -2 м.

## Становништво
| 1931. | 1936.  | 1951.  | 1961. | 1971. | 1981. | 1991. | 2001. | 2011. |
| ----- | ------ | ------ | ----- | ----- | ----- | ----- | ----- | ----- |
| 9.582 | 10.284 | 11.974 | 9.500 | 8.066 | 8.233 | 7.963 | 7.470 | 7.140 |